# Georges Morel
Georges René Morel (født 11. juli 1938 i La Teste-de-Buch, død 21. november 2004 smst.) var en fransk roer.

## Rokarriere
Morel var i 1962 sammen med blandt andet sin storebror, Jacques med i den franske otter, der vandt bronze ved det første VM i roning.
Ved OL 1964 i Tokyo stillede brødrene Morel op i toer med styrmand sammen med styrmand Jean-Claude Darouy. De vandt deres indledende heat, og da kun 16 både deltog, gik de dermed direkte i finalen. Her var den amerikanske båd hurtigst og fik guld, mens kampen om de to øvrige medaljer blev tæt mellem den franske og den hollandske båd. Det endte med sølv til Morel-brødrene og Darouy, mens hollænderne fik bronze.
Morel-brødrene hentede en sidste international medalje, da de vandt sølv i toer med styrmand, nu med Gilles Florent som styrmand, ved VM 1966.

## OL-medaljer
- 1964:  Sølv i toer med styrmand